# Antonio Cantore

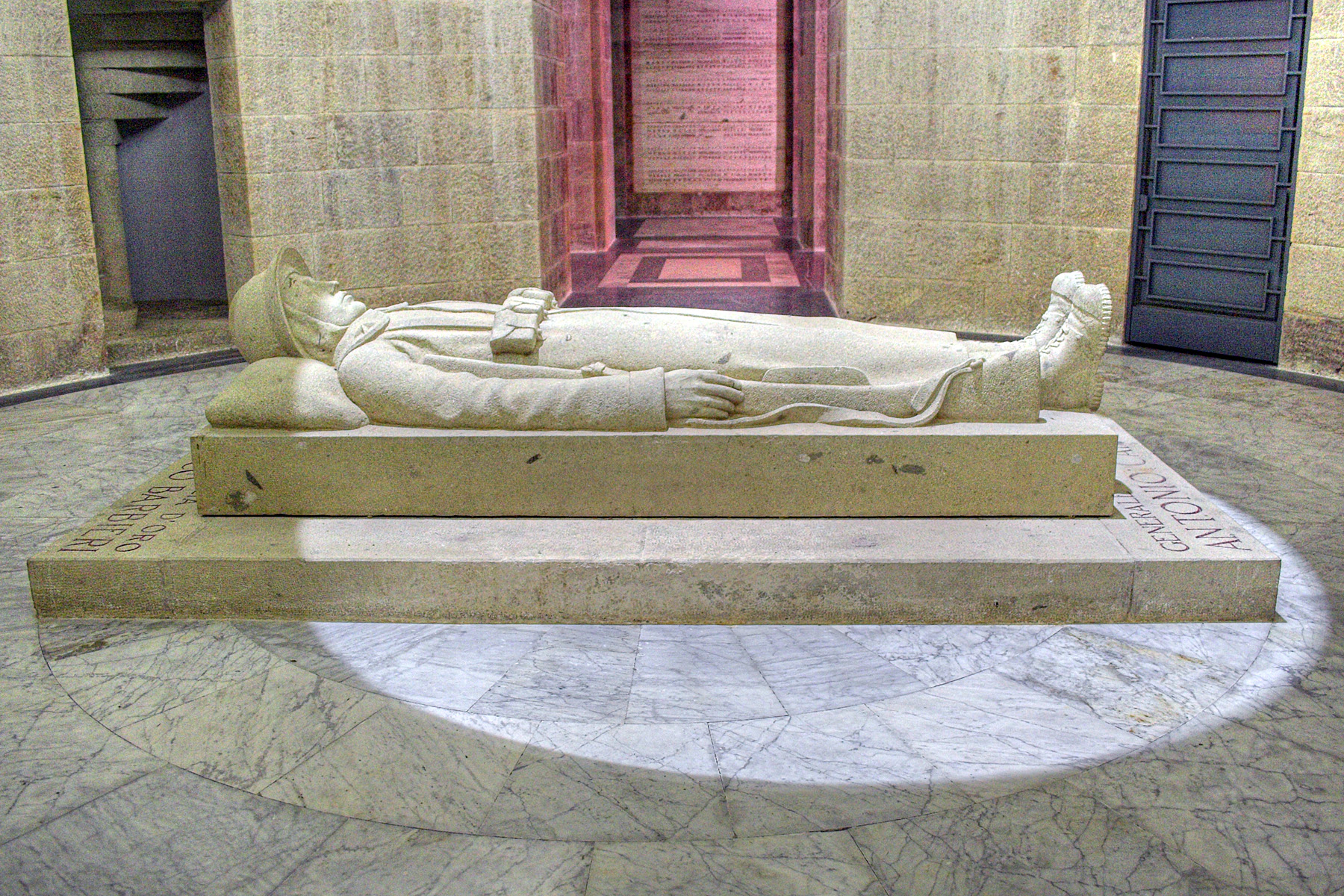
Grabmal von General Antonio Cantore

Antonio Tommaso Cantore (* 4. August 1860 in Sampierdarena; † 20. Juli 1915 bei Cortina d’Ampezzo) war ein italienischer Generalmajor.

## Leben
Cantore diente als Offizier bei den Alpini. Im Ersten Weltkrieg befehligte er als General Verbände im Trentino und in den Dolomiten. Er wurde am Abend des 20. Juli 1915 auf den Tofanen während der ersten Dolomitenoffensive von einem österreichischen Scharfschützen erschossen, als er die vordersten Linien inspizierte. Nach Cantores Tod entwickelte sich ein Heldenkult um seine Person. In späteren Debatten wurde immer wieder der Verdacht laut, ein italienischer Offizier habe ihn wegen seiner autoritären Art getötet.
Auf den Namen Generale Antonio Cantore ist ein Zerstörer der Italienischen Marine getauft worden, der 1921 vom Stapel gelaufen war.